# Infamous Second Son
Infamous Second Son (estilitzat com a inFAMOUS Second Son) és un joc d'acció i aventura de 2014 desenvolupat per Sucker Punch Productions i publicat per Sony Computer Entertainment per a PlayStation 4. És una seqüela independent del videojoc Infamous 2 de 2011 i la tercera entrega e la saga, va sortir a la venda el món el 21 de març de 2014. El protagonista controlat pel jugador posseeix habilitats de superpoder que els jugadors utilitzen en el combat per viatjar per la ciutat. La història segueix la protagonista Delsin Rowe lluitant contra el Departament de Protecció Unificada (DUP) a un Seattle fictici. Al llarg del joc, Delsin adquireix nous poders i esdevé bo o dolent a mesura que les opcions del jugador influeixen en la seva moralitat.
Sucker Punch va començar a planificar el joc el 2011, quan van començar a discutir amb Sony per portar la sèrie Infamous a una nova generació. Sucker Punch considerà Second Son un "nou començament" per a la sèrie perquè compta amb un nou protagonista. Els poders de Delsin van ser dissenyats per sentir-se fluids i adequats al disseny del món obert.